# Turza Nowa
Turza Nowa (do roku 2012 Nowa Turza) – wieś w Polsce położona w województwie kujawsko-pomorskim, w powiecie lipnowskim, w gminie Tłuchowo.

## Podział administracyjny
W latach 1975–1998 miejscowość administracyjnie należała do województwa włocławskiego. 1 stycznia 2012 nastąpiła zmiana nazwy wsi z Nowa Turza na Turza Nowa.

## Demografia
Według Narodowego Spisu Powszechnego (III 2011 r.) liczyła 68 mieszkańców. Jest najmniejszą miejscowością gminy Tłuchowo.